# Diocesi di Nakuru
La diocesi di Nakuru (in latino Dioecesis Nakurensis) è una sede della Chiesa cattolica in Kenya suffraganea dell'arcidiocesi di Nairobi. Nel 2023 contava 677.202 battezzati su 3.202.579 abitanti. È retta dal vescovo Cleophas Oseso Tuka.

## Territorio
La diocesi comprende le contee di Baringo e Nakuru in Kenya.
Sede vescovile è la città di Nakuru, dove si trova la cattedrale di Cristo Re.
Il territorio è suddiviso in 62 parrocchie.

## Storia
La diocesi è stata eretta l'11 gennaio 1968 con la bolla Quam curam di papa Paolo VI, ricavandone il territorio dalle diocesi di Eldoret, di Kisumu (quest'ultima è oggi arcidiocesi) e dall'arcidiocesi di Nairobi.
Il 28 giugno 1972 per effetto del decreto Cum ad bonum della Congregazione per l'evangelizzazione dei popoli si è ampliata, includendo il distretto di Baringo, che era appartenuto alla diocesi di Eldoret.
Il 6 dicembre 1995 ha ceduto una porzione del suo territorio a vantaggio dell'erezione della diocesi di Kericho.

## Cronotassi dei vescovi
Si omettono i periodi di sede vacante non superiori ai 2 anni o non storicamente accertati.
- Sede vacante (1968-1971)

- Raphael Simon Ndingi Mwana'a Nzeki † (30 agosto 1971 - 14 giugno 1996 nominato arcivescovo coadiutore di Nairobi)
- Peter Joseph Kairo (21 aprile 1997 - 19 aprile 2008 nominato arcivescovo di Nyeri)
- Maurice Muhatia Makumba (19 dicembre 2009 - 18 febbraio 2022 nominato arcivescovo di Kisumu)[3]
- Cleophas Oseso Tuka, dal 15 febbraio 2023

## Statistiche
La diocesi nel 2023 su una popolazione di 3.202.579 persone contava 677.202 battezzati, corrispondenti al 21,1% del totale.
| anno | popolazione | popolazione | popolazione | presbiteri | presbiteri | presbiteri | presbiteri                | diaconi | religiosi | religiosi | parrocchie |
| anno | battezzati  | totale      | %           | numero     | secolari   | regolari   | battezzati per presbitero | diaconi | uomini    | donne     | parrocchie |
| ---- | ----------- | ----------- | ----------- | ---------- | ---------- | ---------- | ------------------------- | ------- | --------- | --------- | ---------- |
| 1970 | 72.510      | 810.324     | 8,9         | 50         | 2          | 48         | 1.450                     |         | 68        | 39        |            |
| 1980 | 172.559     | 1.366.000   | 12,6        | 52         | 5          | 47         | 3.318                     |         | 61        | 81        | 34         |
| 1990 | 277.000     | 1.950.000   | 14,2        | 84         | 56         | 28         | 3.297                     |         | 86        | 117       | 43         |
| 1999 | 325.182     | 1.700.000   | 19,1        | 88         | 52         | 36         | 3.695                     |         | 101       | 130       | 33         |
| 2000 | 329.285     | 1.734.000   | 19,0        | 102        | 59         | 43         | 3.228                     |         | 125       | 130       | 34         |
| 2001 | 400.000     | 1.900.000   | 21,1        | 121        | 74         | 47         | 3.305                     |         | 141       | 138       | 34         |
| 2002 | 405.000     | 1.790.000   | 22,6        | 114        | 67         | 47         | 3.552                     |         | 154       | 173       | 35         |
| 2003 | 210.432     | 1.373.117   | 15,3        | 118        | 67         | 51         | 1.783                     |         | 150       | 171       | 36         |
| 2004 | 230.822     | 1.471.451   | 15,7        | 103        | 64         | 39         | 2.240                     |         | 118       | 155       | 38         |
| 2013 | 331.407     | 1.700.331   | 19,5        | 133        | 93         | 40         | 2.491                     |         | 76        | 141       | 47         |
| 2016 | 458.320     | 2.196.855   | 20,9        | 140        | 110        | 30         | 3.273                     |         | 78        | 207       | 47         |
| 2019 | 614.043     | 2.942.012   | 20,9        | 143        | 108        | 35         | 4.294                     |         | 121       | 201       | 53         |
| 2021 | 617.315     | 3.050.414   | 20,2        | 153        | 113        | 40         | 4.034                     |         | 100       | 338       | 56         |
| 2023 | 677.202     | 3.202.579   | 21,1        | 180        | 122        | 58         | 3.762                     |         | 156       | 239       | 62         |